# Мајами
Мајами (енгл. Miami) град је смештен у југоисточном делу америчке савезне државе Флориде.  Мајами је други највећи град на Флориди, али и највећи град и седиште округа Мајами-Дејд. Такође је највећи град у метрополитанском подручју јужне Флориде, које се састоји од округа Мајами-Дејд, Брауард и Палм Бич, и највеће метрополитанско подручје у југоисточном делу САД.
Мајами је као град службено основан 28. јула 1896. с популацијом нешто већом од 300 становника. Године 1940. у граду је живело 172.172 становника, а према попису становништва из 2000. град је имао 362.470 становника док је његово шире метрополитанско подручје имало популацију већу од 5 милиона. По попису становништва из 2010. у њему је живело 399.457 становника.
Велики пораст броја становника посљедњих година резултат је миграција унутар САД, као и имиграције.
Шире подручје Мајамија место је где се сусрећу бројне културе и налази се под снажним утицајем велике популације етничких Латиноамериканаца и карипских острваца од којих су многи изворни говорници шпанског и хаићанског језика.
Важност регије као међународног финансијског и културалног средишта дигла је Мајами до статуса светског града, а уз Атланту град је једно од најважнијих пословних средишта у југоисточном делу САД.

## Историја
Мајами је као град службено основан 28. јула 1896. године, док су подручје на којем је град основан било насељено више од хиљаду година Текуеста Индијанцима, а то је подручје 1566. Шпанији присвојио Педро Менендез де Авилес. Шпанска мисија изграђена је годину касније. Године 1836, саграђена је тврђава Далас где су се одвијале борбе током Другог семинолског рата. Током 1920-их, почео је да расте број становника и да се изграђује инфраструктуре. До 1940, у Мајамију је живјело 172.172 становника.
Нагли развој града почиње доласком железнице. Локална узгајивачица цитруса Џулија Татл уверила је железничког магната Хенрија Флаглера у градњу железнице све до Мајамија. На дан 28. јула 1896, Мајами је службено проглашен градом с преко 300 становника.
Нагли развој града који је почео 1920-их, пореметиле су кризе некретнина, ураган 1926. и велика депресија 1930-их. Почетком Другог светског рата, Мајами је због свог положаја одиграо важну улогу у борби против немачких подморница. Рат је подстакао раст становништва чији се број подигао на скоро пола милиона. Доласком Фидела Кастра на власт на Куби 1959. године, велики број Кубанаца доселио се у Мајами, што је додатно повећало број становника. Од новијих криза најзначајније су побуна због премлаћивања Артура Макдафија, нарко ратови, ураган Ендру и афера Елијана Гонзалеза. Данас је Мајами град у великом развоју који привлачи велики број туриста.

## Географија
Мајами се заједно са својим предграђима налази на широкој равници између мочварног подручја Еверглејдс на западу и залива Бискејна на истоку. Просечна надморска висина овог подручја је два метра, а највиша висина територија не прелази 12 m. У јужним деловима агломеризацијског подручја Мајамија налази се брдовити гребен Мајами Рок.
Главни део града налази се на обалама залива Бискејн гдје се налази неколико стотина природних и вештачких острва у плићаку, од којих се на највећем налази Мајами Бич и Саут Бич.

### Клима
У Мајамију влада топла и блага тропска клима током целе године која је под умереним утицајем Голфске струје која пролази 24 km од обале. Просечна годишња температура је 24 °C. Најмања просечна годишња температура је 15,1 °C (јануар), а највиша 31,6 °C (јул). Просечна годишња количина падавина је 1480 mm. Најкишовитији месец је јун са 220 mm падавина.
Највиша температура у граду је забиљежена 21. јула 1942. године, а износила је 37,8 °C. Најнижа температура је забележена 27. јануара 1940, а износила је -2 °C. Снег је у граду пао само једном, 20. јануара 1977. године.
| Клима Мајамија (), норм. 1981—2010, екpp. 1895—данас | Клима Мајамија (), норм. 1981—2010, екpp. 1895—данас | Клима Мајамија (), норм. 1981—2010, екpp. 1895—данас | Клима Мајамија (), норм. 1981—2010, екpp. 1895—данас | Клима Мајамија (), норм. 1981—2010, екpp. 1895—данас | Клима Мајамија (), норм. 1981—2010, екpp. 1895—данас | Клима Мајамија (), норм. 1981—2010, екpp. 1895—данас | Клима Мајамија (), норм. 1981—2010, екpp. 1895—данас | Клима Мајамија (), норм. 1981—2010, екpp. 1895—данас | Клима Мајамија (), норм. 1981—2010, екpp. 1895—данас | Клима Мајамија (), норм. 1981—2010, екpp. 1895—данас | Клима Мајамија (), норм. 1981—2010, екpp. 1895—данас | Клима Мајамија (), норм. 1981—2010, екpp. 1895—данас | Клима Мајамија (), норм. 1981—2010, екpp. 1895—данас |
| Показатељ \ Месец                                    | .Јан.                                                | .Феб.                                                | .Мар.                                                | .Апр.                                                | .Мај.                                                | .Јун.                                                | .Јул.                                                | .Авг.                                                | .Сеп.                                                | .Окт.                                                | .Нов.                                                | .Дец.                                                | .Год.                                                |
| ---------------------------------------------------- | ---------------------------------------------------- | ---------------------------------------------------- | ---------------------------------------------------- | ---------------------------------------------------- | ---------------------------------------------------- | ---------------------------------------------------- | ---------------------------------------------------- | ---------------------------------------------------- | ---------------------------------------------------- | ---------------------------------------------------- | ---------------------------------------------------- | ---------------------------------------------------- | ---------------------------------------------------- |
| Апсолутни максимум, °C (°F)                          | 31 (88)                                              | 32 (89)                                              | 34 (93)                                              | 36 (96)                                              | 36 (96)                                              | 37 (98)                                              | 38 (100)                                             | 37 (98)                                              | 36 (97)                                              | 35 (95)                                              | 33 (91)                                              | 32 (89)                                              | 38 (100)                                             |
| Средњи максимум, °C (°F)                             | 29,1 (84,3)                                          | 29,7 (85,5)                                          | 31,1 (87,9)                                          | 32,3 (90,2)                                          | 33,5 (92,3)                                          | 34,4 (94,0)                                          | 34,8 (94,6)                                          | 35 (95,0)                                            | 33,9 (93,1)                                          | 32,6 (90,7)                                          | 30,5 (86,9)                                          | 29,3 (84,8)                                          | 35,6 (96,1)                                          |
| Максимум, °C (°F)                                    | 24,7 (76,4)                                          | 25,6 (78,1)                                          | 26,8 (80,3)                                          | 28,4 (83,2)                                          | 30,6 (87,0)                                          | 31,9 (89,5)                                          | 32,7 (90,9)                                          | 32,8 (91,0)                                          | 31,8 (89,3)                                          | 30,1 (86,2)                                          | 27,6 (81,7)                                          | 25,5 (77,9)                                          | 29,1 (84,3)                                          |
| Минимум, °C (°F)                                     | 15,5 (59,9)                                          | 16,8 (62,3)                                          | 18,3 (64,9)                                          | 20,2 (68,3)                                          | 22,7 (72,9)                                          | 24,4 (76,0)                                          | 25,2 (77,3)                                          | 25,2 (77,4)                                          | 24,7 (76,5)                                          | 23,1 (73,5)                                          | 20,1 (68,1)                                          | 17,2 (63,0)                                          | 21,1 (70,0)                                          |
| Средњи минимум, °C (°F)                              | 6,2 (43,1)                                           | 8,1 (46,6)                                           | 10,3 (50,6)                                          | 14,1 (57,3)                                          | 18,5 (65,3)                                          | 21,5 (70,7)                                          | 22,4 (72,3)                                          | 22,4 (72,3)                                          | 22,3 (72,1)                                          | 17,7 (63,8)                                          | 12,7 (54,9)                                          | 7,9 (46,3)                                           | 4,5 (40,1)                                           |
| Апсолутни минимум, °C (°F)                           | −2 (28)                                              | −3 (27)                                              | 0 (32)                                               | 4 (39)                                               | 10 (50)                                              | 16 (60)                                              | 19 (66)                                              | 19 (67)                                              | 17 (62)                                              | 7 (45)                                               | 2 (36)                                               | −1 (30)                                              | −3 (27)                                              |
| Количина кишеmm (in)                                 | 41,1 (1,62)                                          | 57,2 (2,25)                                          | 76,2 (3,00)                                          | 79,8 (3,14)                                          | 135,6 (5,34)                                         | 245,6 (9,67)                                         | 165,1 (6,50)                                         | 225,6 (8,88)                                         | 250,4 (9,86)                                         | 160,8 (6,33)                                         | 83,1 (3,27)                                          | 51,8 (2,04)                                          | 1.572,3 (61,9)                                       |
| Дани са кишом (≥ 0.01 in)                            | 6,9                                                  | 6,5                                                  | 7,0                                                  | 6,4                                                  | 10,0                                                 | 16,4                                                 | 16,9                                                 | 18,9                                                 | 17,9                                                 | 12,7                                                 | 8,4                                                  | 7,2                                                  | 135,2                                                |
| Релативна влажност, %                                | 72,7                                                 | 70,9                                                 | 69,5                                                 | 67,3                                                 | 71,6                                                 | 76,2                                                 | 74,8                                                 | 76,2                                                 | 77,8                                                 | 74,9                                                 | 73,8                                                 | 72,5                                                 | 73,2                                                 |
| Сунчани сати — месечни просек                        | 219,8                                                | 216,9                                                | 277,2                                                | 293,8                                                | 301,3                                                | 288,7                                                | 308,7                                                | 288,3                                                | 262,2                                                | 260,2                                                | 220,8                                                | 216,1                                                | 3.154                                                |
| Сунчано време — месечни проценти                     | 66                                                   | 69                                                   | 75                                                   | 77                                                   | 72                                                   | 70                                                   | 73                                                   | 71                                                   | 71                                                   | 73                                                   | 68                                                   | 66                                                   | 71                                                   |
| Извор #1: NOAA (рел вл, сун; 1961—1990)              |                                                      |                                                      |                                                      |                                                      |                                                      |                                                      |                                                      |                                                      |                                                      |                                                      |                                                      |                                                      |                                                      |
| Извор #2: The Weather Channel                        |                                                      |                                                      |                                                      |                                                      |                                                      |                                                      |                                                      |                                                      |                                                      |                                                      |                                                      |                                                      |                                                      |

## Демографија
Према попису становништва из 2010. у граду је живело 399.457 становника, што је 36.987 (10,2%) становника више него 2000. године.
| Група             | 2000.           | 2010.           |
| Белци             | 42.897 (11,8%)  | 47.622 (11,9%)  |
| Афроамериканци    | 80.858 (22,3%)  | 76.880 (19,2%)  |
| Азијати           | 2.376 (0,7%)    | 3.953 (1,0%)    |
| Хиспаноамериканци | 238.351 (65,8%) | 279.456 (70,0%) |
| Укупно            | 362.470         | 399.457         |

Подручје града Мајамија је 43. по броју становника у САД. У целом јужнофлоридском урбаном подручју, које укључује округе Мајами-Дејд, Бровард и Палм Бич, живи више од 5,4 милиона становника, по чему је шесто у САД по насељености и највеће урбано подручје у југоисточном САД.
| Развој становништва Мајамија |       |       |       |        |         |         |         |         |         |
| Година                       | 1850. | 1896. | 1910. | 1920.  | 1950.   | 1980.   | 1990.   | 2000.   | 2006.   |
| Становништво                 | 96    | 300   | 5 500 | 30.000 | 172 000 | 346 681 | 358 648 | 362 470 | 404 048 |

Према националном или етничком пореклу, 34,1% становништва града чине Кубанци, 22,3% Афроамериканци, 5,6% Никарагванци, 5,0% Хаићани, 3,6% Порториканци и 3,3% Хондуранци. Према УН-овом програму за развој, Мајами је први у свету по постотку становништва које није рођено у земљи у којој се налази град (59%), а следи га Торонто (50%).
Од 134 198 домаћинстава :
- 26,3% имају најмање једно малолетно дете
- 36,6% чине венчани парови
- 18,7% су самохрани родитељи
- 37,9% не чине породице

Просечна величина домаћинства је 2,61 особа, а породица 3,25 чланова.
Становништво према доби чине :
- 21,7% малолетници,
- 8,8% од 18 до 24 године,
- 30,3% од 25 до 44 године,
- 22,2% од 45 до 64 године,
- 17% старији од 65 година.

Становништво је релативно старо : средња старост становништва је 39,2 године, наспрам 36,4 године што је амерички просек. Полни омер је 100 жена на 98,9 мушкараца. Међу одраслим становништвом на 100 жена долази 97,3 мушкараца.

### Језици
Три службена градска језика су енглески, шпански и хаићански (облик креолског француског). Уз ове језике у граду се говори и мноштвом других језика. Град има највећи број говорника шпанског језика у нелатинској Америци.
Године 2000, за 66,75% становништва матерњи језик је био шпански језик. Говорници енглеског чине 25,45%, креолског француског 5,20%, а француског 0,76% становништва. Друге матерње језике становништва чинили су португалски језик са 0,41%, немачки језик са 0,18%, италијански језик са 0,16%, арапски језик са 0,15%, кинески језик са 0,11%, и грчки језик са 0,08% становништва.
Проценат становништва града којима матерњи језик није енглески је укупно 74,54%, што је један од највећих процената у САД.

## Привреда
Мајами је један од најважнијих финансијских средишта у САД. Град је средиште регионалне трговине са снажном међународном пословном заједницом. Због близине са Латинском Америком град је седиште за латиноамеричке операције за више од 1400 мултинационалних компанија, укључујући  и World Fuel Services. Међународни аеродром у Мајамију, као и морска лука су међу најактивнијим лукама у САД, поготово по превозу терета из Јужне Америке и Кариба. У средишту Мајамија налази се највећа концентрација међународних банака у САД. Град је био домаћин преговорима о Америчком слободном трговинском подручју 2003. године.
Врло важан део привреде чини и туризам, што се посебно односи на плаже ширег подручја Мајамија које привлаче посетиоце из целог свијета, као и део ширег подручја града намењен ноћном животу, који се налази у Саут Бичу у Мајами Бичу. У индустријском смислу Мајами је важно каменоломско и складишно средиште.
Према подацима Уреда за попис становништва САД, Мајами је трећи град по сиромаштву у САД, а иза њега су само Детроит у Мичигену и Ел Пасо у Тексасу. Ово је и један од ретких градова у САД чије је локална власт банкротирала, 2001. године Ово је такође и један од градова у којем је живот најнеисплативији, просек цене смештаја износи 42,8% просечног дохотка, док је национални просек 27%.

## Саобраћај

### Ваздушни саобраћај
Међународни аеродром у Мајамију је један од најпрометнијих аеродрома на свету. Ово је главни аеродром у подручју Мајамија која има годишњи промет од преко 35 милиона путника. Према страном саобраћају ово је трећи аеродром у САД (испред њега су аеродром Џон Ф. Кенеди у Њујорку и ЛАКС у Лос Анђелесу), и седми у свету. Аеродром је повезан сталним летовима с преко 70 градова у Северној и Јужној Америци, Европи и Блиском истоку.
Шире подручје града служи и оближњи међународни аеродром Форт Лаудердале-Холивуд.

### Поморски саобраћај
Мајамијска лука за поморски саобраћај је највећа лука намењена бродовима за кружна путовања у свету. Године 2005, кроз луку је прошло 3.605.201 путника. Ово је такође и једна од најзначајнијих лука за теретни саобраћај у САД, с увозом од скоро десет милиона тона терета годишње. Према саобраћају са Латинском Америком, је ово друга лука у Северној Америци, а испред ње је само лука јужне Луизијане. Лука се налази на 2,10 km² и има седам путничких терминала. Најзначајнији увозни теретни промет чине роба, грађевински материјали и алкохолна пића. Најзначајнији извозни теретни промет чине роба, штампа и текстили. Земља из које се највише увози је Кина, док је земља у коју се највише извози Хондурас.

### Јавни саобраћај
За јавни саобраћај у граду задужено је друштво Мајами-Дејд Трансит које управља јавним превозом у округу Мајами-Дејд. Ово друштво управља највећом превозном мрежом на Флориди, и 14. је по важности у САД. Јавни превоз чини :
- Метрорејл - метро линија дугачка 36 km коју користи око 62.300 путника дневно. Постоје планови за отварање три нове линије у будућности.
- Метромувер - облик надземне железнице који повезује средиште града и спаја се са Метрорејлом на станицама Говернмент Центар и Брикел. Линија је дугачка 7,1 km.
- Метробус - аутобуска мрежа са више од 100 линија коју дневно користи око 267.700 путника.
- Паратрансит - облик превоза намењен хендикепираним особама.

### Путни и железнички саобраћај
Кроз Мајами пролазе четири државна ауто-пута, то су И-75, И-95, И-195, И-395, као и више државних ауто-путева, као У. С. рута 1, У. С. рута 27, У. С. рута 41 и У. С. рута 441; на које се спаја путна мрежа Флориде.
У Мајамију је јужни крај Амтракових атлантских железница, а задња станица налази се у Хајалијау, у предграђу.

## Култура

### Популарна култура
Радња многих телевизијских серија одвија се у Мајамију, као што су серије Режи ме, CSI: Miami и Декстер. The Jackie Gleason Show био је сниман у Мајами Бичу од 1964. до 1970. године. Радња НБЦ-јеве комедије Добро јутро, Мајами се догађа у радном окружењу телевизијске станице у Мајамију. Радња комедија Златне девојке и Емпти Нест, као и детективских серија Surfside 6 и Пороци Мајамија такође се догађају у Мајамију. Град је 2004. и 2005. угостио MTV Video Music Awards. У граду је снимљен и велики број ријалитија.
Радња видеоигре Grand Theft Auto: Vice City i Grand Theft Auto: Vice City Stories догађа се у измишљеном граду Vice City, који је углавном утемељен на Мајамију. Кроз игру се чак могу чути бројни ликови који говоре хришћанским креолским и шпанским језиком.
Мајами је и средиште латиноамеричке телевизијске и филмске продукције. Овде се снимају многи програми на шпанском језику, већином у Хајалији и Доралу. Ови програми укључују телевизијске квизове, информативне емисије и теленовеле.
У граду су снимљени многи филмови, као што су: Сви су луди за Мери, Дивља игра, Ејс Вентура: Шашави детектив, Пребрзи и прежестоки, Лоши момци и Лоши момци 2, Саобраћајер 2, Крлетка, Заменик, Blow, Истините лажи, Reno 911!: Miami, Quick Pick, Пороци Мајамија (темељен на истоименој телевизијској серији), Cocaine Cowboys, Лице с ожиљком, али и филмови Џејмса Бонда Голдфингер, Операција Гром и Казино Ројал.

### Музика
Музичка култура града је врло богата и разноврсна. Латиноамериканци су из својих домовина донели инструменте конга и румба, који су се овде одомаћили као и салса, бачата, меренгве, валенато, те реге, сока, компа, зук, калипсо и стилдрам.
Током 1970-их у Мајамију су деловали и бројни музичари из диско жанра. Мајами је познат по фристајл музици, облику денс музике који је био врло популаран осамдесетих и деведесетих, а који је био под јаким утицајем електро, хип хоп и диско музике.
Познати хип хоп музичари из Мајамија су 2 Live Crew, Dre, J.T. Money (из групе Poison Clan), Pretty Ricky, Trick Daddy, Trina, Питбул, Rick Ross.
У Мајамију се одвија и електронски Winter Music Conference, као и многи други фестивали везани за електронску музику.
Мајами је, заједно са суседним Мајами Бичом, познат по славним ноћним клубовима.

### Медији
Највећи дневни листови у Мајамију су The Miami Herald и South Florida Sun-Sentinel, на енглеском, и El Nuevo Herald и Diario Las Americas на шпанском језику. The Miami Herald су такође и најважније локалне новине с преко милион читатеља.
Мајами је дванаесто по величини радијско и седамнаесто по величини телевизијско тржиште у Америци. Телевизијске станице које делују на подручју овог града су WAMI (Telefutura), WBFS (My Network TV), WSFL (The CW), WFOR (CBS), WHFT (TBN), WLTV (Univision), WPLG (ABC), WPXM (ION), WSCV (Телемундо), WSVN (FOX), WTVJ (NBC), WPBT (PBS), WLRN и WSBS Mega TV.

## Градови побратими
Мајами је збратимљен са следећим градовима:
- Богота, Колумбија
- Буенос Ајрес, Аргентина
- Кагошима, Јапан
- Лима, Перу
- Мадрид, Шпанија
- Порт о Пренс, Хаити
- Ћингдао, Кина
- Салвадор, Бразил
- Сантијаго, Чиле
- Санто Доминго, Доминиканска Република